# Josep Maria Carbonell Barberà
Josep Maria Carbonell Barberà (Reus, 18 de gener de 1910 - Barcelona, segle XX)va ser un escriptor català.
Fill de Francesc Carbonell Alsina i Teresa Barberà Querol ambdós de Reus, i nebot de Josep Carbonell Alsina, va marxar amb la seva família a Barcelona quan tenia 7 anys. El seu pare, lletraferit i autor de sonets i poemes, tenia una bona biblioteca de la qual Josep Maria Carbonell es va nodrir. Va treballar per diverses editorials barcelonines fins que cap el 1955 va entrar a l'Editorial Bruguera, on va ser un dels adaptadors més coneguts d'obres clàssiques que aquella editorial publicava en col·leccions com "Historias" o "Historia selección", traduint-les també de l'anglès o el francès. Va ser guionista de còmics publicats per la mateixa editorial. Col·laborà de forma continuada amb Jesús Rodríguez Lázaro, amb Armonía Rodríguez, la seva germana, i amb Laura García Corella, traductora i adaptadora de novel·les juvenils. En les seves traduccions i adaptacions per l'Editorial Bruguera, usava també el pseudònim de Norman R. Stinnet. Va escriure novel·les policíaques i de l'oest que li publicaren diverses editorials. L'any 1935 havia tornat a Reus per un breu període, on va escriure "El Diví Mestre", una obra de caràcter religiós apta per ser representada al Centre Catòlic de la ciutat, obra que no va imprimir.